# ミュージックマン
ミュージック・マン（英：Music Man）は、アメリカ合衆国カリフォルニア州サンルイスオビスポ市のアーニー・ボール社のエレキギターやベース・ギターを製造販売する楽器ブランド。
レオ・フェンダーがフェンダーを辞職後に新たに創業したギターメーカーである。

## 概要
ミュージック・マンは、1972年にフェンダーの創業者であるレオ・フェンダーやフェンダーのアンプの設計者であるトム・ウォーカーを初めとしたフェンダーの関係者によって立ち上げられたブランドである。フェンダーのブランドと企業を手放したレオ・フェンダーがこのブランドを立ち上げた理由は健康上の問題、そして、自身が「技術者として新製品を開発したい」という気持ちからであるという。
最初にミュージック・マンの名が入った製品はギターやベースではなく、アンプであった。最初に発売したHD-130と412GSはエリック・クラプトンなどが使用し、ブームを巻き起こした。その後、1976年にミュージック・マン初のギター・ベース、スティングレイを発表した。
ミュージック・マンは1984年に現在の経営元であるアーニー・ボールに経営移行した。その後、1986年に経営移行後、初めてのギター、シルエットを発表した。このモデルはアルバート・リーが開発に加わっており、キース・リチャーズの使用で大人気となった。
1987年にスティーヴ・モーズで初めてシグネイチャーモデルが発表されて以降、エドワード・ヴァン・ヘイレン（EVH）スティーブ・ルカサー（LUKE)ジョン・ペトルーシ（JP)のシグネイチャーモデルを次々と発表し、何れのモデルもその実用性やクオリティの高さからプロアマ問わずに愛用者が多いのが同ブランドの特徴でもある。
またEXシリーズは日本のフジゲンなどで製造されている。
2009年にはブランド設立から25周年を迎えて、25周年記念モデルが登場した。

## モデル
ギター
- CUTLASS
- MARIPOSA

マーズ・ヴォルタのオマー・ロドリゲズ・ロペスのシグネチャー・モデル。
- SABRE （セイバー）

スティングレイに続いて1970年代後半にリリース。
- SILHOUETTE （シルエット）

キース・リチャーズ等の使用で有名。
- STINGRAY

1976年にSTINGRAY1が登場。当初は現在のミュージックマンのトレードマークともいえる4対2のペグレイアウトではなく6個のペグをストレートに配置したフェンダースタイルだった。同時に発売されたスティングレイベースの売上が好成績だったのに対しスティングレイギターは振るわず、一時期ラインナップから外されるが、近年改めて評価されつつある。
- アルバート・リーモデル（1993年から）
- エドワード・ヴァン・ヘイレンモデル

EVH - エドワード・ヴァン・ヘイレンのシグネイチャーモデル。ヴァンヘイレンとの契約期間の数年間のみリリース。バスウッドバック／メイプルトップのオリジナルシェイプボディが特徴的。それまでの彼のモデル（フランケン、クレイマー）はブリッジ側に1基のハムバッカーを搭載したものが特徴であったのに対し、このモデルはハムバッカー2基となり、このレイアウトは晩年のモデルにまで引き継がれる。シグネイチャーモデルではあるが、スティーヴ・スティーヴンスやジョン・フォガティ、松本孝弘など、多くのギタリストに幅広く愛用されている。
AXIS - EVHの後継機。AXIS EXは日本で製造されたバージョンで、初期はバック材にアルダーが使われた。Sportなどの派生モデルもある。
- ジェイソン・リチャードソンモデル

ジェイソン・リチャードソン仕様のカトラス。7弦モデルもある。
- ジェイムス・ヴァレンタイン（マルーン5）モデル（2016年から）

VALENTINE。
- ジョン・ペトルーシ（ドリーム・シアター）モデル（1999年から）

MAJESTY - 6弦、7弦、8弦モデルがあり、8弦モデルはマルチスケール仕様となっている。
JP - 6弦、7弦モデルがある。ピエゾピックアップを搭載しトーンバリエーション豊富。
- スティーヴ・モーズ（ディープ・パープル）モデル（1987年から）

美しいブルーバーストカラーのフィニッシュにHSSHの個性的なピックアップレイアウトが特徴のシグネイチャーモデル。
- スティーヴ・ルカサー（TOTO (バンド)）モデル（1993年から）

LUKEシリーズ。
- スティーヴン・エガートンモデル

ディセンデンツのスティーヴン・エガートン仕様のスティングレイ。軽量のオクメ材ボディにクロムカバーのハムバッカー1基というシンプルな構成で、ボリュームやトーンなどのノブをもたない。日本のサイトには掲載されていない。
- St. Vincentモデル（2015年から）

セイント・ヴィンセント（アニー・クラーク）デザインのシグネイチャーモデル。独創的なボディシェイプ、カバードのミニハムバッカー3基というピックアップレイアウト、女性にも扱いやすいようにと軽量に作られているのが特徴。
- ダスティン・ケンズルーモデル

スライスのヴォーカル、ダスティンケンズルー仕様のスティングレイ。コントロール系が特徴的で、ツマミがボリュームとトーンの2重構造となっている。
ベース
- StingRay(スティングレイ)
- Sterling
- S.U.B.
- BONGO
- Big Al

## 主なエンドーサー
- アルバート・リー
- ジョン・ペトルーシ
- スティーヴ・モーズ
- スティーヴ・ルカサー